# Нижнекамская соборная мечеть
Нижнекамская соборная мечеть «Джамиг» (тат. Түбән Кама шәһәре җәмигъ мәчете, Tübən Kama şəhəre cәmiğ məçete) — центральный мусульманский храм в Нижнекамске. Была построена в 1989—1996 годах и открыта накануне тридцатилетия города (проектировщик И. Сабитов, архитекторы Р. И. Макуев и Ф. Г. Ханов).
Храм представляет собой целый культовый комплекс, который помимо основного назначения мечети, осуществляет дополнительные культурно-просветительские функции. В него входят центр культуры и истории, библиотека, гостиница и другие службы.
Соборная мечеть расположена на открытой площади, рядом с высотной жилой застройкой. Она относится к современным культовым постройкам с нетрадиционной объёмно-пространственной композицией и выделяется своим оригинальным видом: при выборе архитектурного решения Р. И. Макуев и Ф. Г. Ханов склонились к формам современным, органичным для города, в котором живёт молодёжь. Это первый образец зальной многоминаретной мечети на территории Татарстана. Однозальная мечеть-джами бескупольная, с двухскатной крышей и угловой постановкой четырёх минаретов высотой 66 метров, что делает её одной из самых высоких в России. Квадратные в плане стволы минаретов с четырёхмаршевыми лестницами на отметке 32 м прорезаны арочными проёмами светового фонаря азанчи. В целом мечеть отражает неоромантическое течение современного татарского зодчества.
Основные входы в мечеть расположены со сторон западного и восточного фасадов. Дополнительные входы в помещения центра расположены со сторон западного и юго-восточного фасадов. В вестибюле расположены центральная лестница и гардеробы. Из вестибюля можно пройти в смотровой зал, по лестнице подняться в основной молельный зал. Нижний цокольный этаж заглублён в землю на половину высоты. В нём находятся служебно-вспомогательные помещения.
Общая площадь мечети — 2,5 тысячи м², площадь главного молитвенного зала — 900 м².